# Melanagromyza polemonii
Melanagromyza polemonii is een vliegensoort uit de familie van de mineervliegen (Agromyzidae). De wetenschappelijke naam van de soort is voor het eerst geldig gepubliceerd in 1953 door Rohdendorf in Turova & al..